# Gundobad
Gundobad (latinsky Flavius Gundobadus, francouzsky Gondebaud či Gondovald; 452–516) byl burgundský patricij, magister militum a v letech 473 až 516 král Burgundů, nástupce svého otce Gondiocha. Do historie se nejvíce zapsal jako pravděpodobný vydavatel právních kodexů Lex Burgundionum, které slučovaly římské právo se starověkými germánskými zvyky. Jeho manželkou byla Caretena.

## Životopis

### Patricij
Podle Jana z Antiochie nechal Gundobad na příkaz svého strýce Ricimera popravit sesazeného západořímského císaře Anthemia. Když Ricimer 18. srpna 472 zemřel, zmocnil se pozice patricije a v roce 472 či 473 jmenoval Glyceria západořímským císařem. Nedlouho poté, co zemřel jeho otec Gondioch vrátil se zpět do království Burgundů, kde jeho tři bratři Godegisel, Chilperic II a Godomar II. pravděpodobně zpochybňovali jeho vládu. Ian Wood spekuluje, že Gundobadův návrat k Burgundům mohl souviset s příchodem nového císaře Julia Nepose, který měl v Konstantinopoli podporu římského císaře. Protože když Julius Nepos přistál v Portu nedaleko Fiumicina, sesadil Glyceria a jmenoval ho biskupem v Saloně.

### Král Burgundů
Po smrti Gundabadova otce Gundahara se vlády patrně ujal Gundabadův strýc Chilperich I. Z dochovaných zdrojů není jasné, do jaké míry se v té době na řízení moci podíleli synové Gundahara. Chilperich I. v době, kdy Gundabad upadl v nemilost Julia Nepota, posledního legitimního západořímského císaře, vedl s císařem jednání o zachování smlouvy s Burgundy a také o udržení oblasti kolem horní Rhôny, v níž byli Burgundi usazení. O dalším osudu Chilpericha I. se nedochovaly žádné informace. Málo informací se dochovalo i k prvním rokům vlády Gundabada. Jediným dochovaným zdrojem, který toto období popisuje je Řehoř z Tours, který téměř o století později informace té doby zaznamenal ve svém díle Historia Francorum. Podle Řehoře se Gundobad v boji o moc rozhodl zbavit svých bratrů. Prvním zabitým bratrem byl Godomar II., i když o této vraždě je jen málo informací. Následně dal zavraždit Chilpericha II. Podle Řehoře nechal utopit i jeho manželku tak, že jí kolem krku uvázal kámen. Chilpericovy dvě dcery poslal do vyhnanství, starší dceru Chromu do kláštera, kde se stala jeptiškou. Druhou dceru Chrodechildu, spatřili vyslanci Chlodvíka I., franského krále, kteří svému králi řekli o její kráse a inteligenci. Chlodvík poté požádal Gundobada o Chrodechildinu ruku. Gundobad se ji prý bál zapřít, ale je pravděpodobné, že Chrodechildu Chlodvíkovi nabídl jako akt diplomacie, nikoli jako akt podřízenosti.
V prvních měsících roku 490, když Odoaker a Theodorich Veliký bojovali o vládu nad Pavií, využili Burgundi této příležitosti k invazi do severozápadní Itálie, kde zpustošili Ligurii a odvezli neznámý počet obyvatel do otroctví. Jakmile Theodorich zabil Odoakera a znovu získal moc nad celou Itálii, vyslal biskupa Epifania z Pavie na misi, během níž měl vykoupit co nejvíce otroků zpět. Historička Danuta Shanzer a Ian N. Wood věří, že Epifanius byl pravděpodobně také pověřen jednáním o svatbě Gundobadova syna Zikmunda s Theodorikovou dcerou Ostrogotou. Biskup Magnus Felix Ennodius, který Epifania na této cestě doprovázel, ve svých záznamech popisuje Godegisela jako Germanus regis (králova bratra) a nikoli jako krále, což je v rozporu s pozdějšími informacemi Řehoře z Tours. Magnus Ennodius ve svém popisu také zaznamenal, že bylo vykoupeno více než šest tisíc duší. Jen z Lyonu bylo osvobozeno 400 mužů.
Řehoř z Tours uvádí, že bitva s jeho třetím bratrem Godegiselem zuřila dlouho. Aniž by si toho byli vědomi, oba se snažili Chlodvíka přesvědčit, aby spojil své síly proti tomu druhému. Chlodvík se postavil na stranu Godegisela a společně s ním rozdrtili Gundobadovo vojsko v boji, z něhož Gundobad prchnul do Avignonu, kam ho Chlodvík pronásledoval. Nakonec jednání s Chlodvíkem, vedlo k tomu, že byl Gundobad ušetřen trestu, výměnou za roční tribut. Kronikář Marius z Avenches tento konflikt datuje do roku 500. Když Gundobad získal zpět svou moc, porušil svůj slib tributu a znovu spustil svůj boj o moc s Godegiselem, kterého obklíčil ve Vienne. Když Vienne hrozil hladomor, vyhnal Godegisel poddaný lid z města ze strachu o vlastní život. Pobouřený vyhnaný řemeslník se Godegiselovi pomstil tak, že Gundobadovi pomohl pod viaduktem proniknout zpět do města, kde Gundobad v ariánském kostele Godegisela spolu s biskupem zavraždil. Tato událost je datována do roku 501.
Gundobad byl jedním z několika vládců, kterým král Theodorich Veliký posílal dopisy nabádající k míru a žádající i o zprostředkování míru mezi Alarichem II. a Chlodvíkem. Přes Theoderichovo úsilí se oba králové střetli v bitvě u Vouillé, v niž král Alarich padl. Podle Isidora ze Sevilly se Gundobad v této bitvě připojil k Chlodvíkovi. Isidore také naznačil, že Gundobad zneužil porážku Vizigótů tím, že vyplenil Narbonne. Další burgundské obléhání Arles zastavila až opožděná armáda Ostrogótů, která do oblasti dorazila a pustošení Burgundů zastavila. Podle Herwiga Wolframa byli Burgundi skutečnými oběťmi ostrogótské protiofenzívy. Nejen, že ztratili všechna svá dobytá území a naději, že získají Arles a Avignon, ale všechna jejich území až po Orange byla zničená. Po smrti krále Chlodvíka v roce 511 se Burgundi stali nejprestižnějšími obyvateli Galie. Gundobad byl nakloněn konstantinopolskému dvoru, který mu udělil titul magister militum.
Gundobad zemřel pokojně v roce 516. Jeho následníkem byl jeho syn Zikmund. Po popravě Zikmunda se králem Burgundů stal mladší Gundobadův syn Godomar III.

## Seznam burgundských králů
| Seznam burgundských králů Zdroje se často rozcházejí a tak data o králích Burgundska nemusejí být přesné                                                                  |                                                                                       |                                                                                               |                                                                                               |
| Sbírka zákonů Lex Burgundionum: Hlava III, De la liberté de nos esclaves, cituje jména Gundobadových předků v « královské paměti»: Gibica, Godomar I., Giselher, Gundahar |                                                                                       |                                                                                               |                                                                                               |
| Germánie - Porýní |                                                                                       |                                                                                               |                                                                                               |
| Gibica ? Historický nebo mytický předek burgundských králů |                                                                                       |                                                                                               |                                                                                               |
| Godomar I. ? | Giselher ?                                                                            | Gundahar ?                                                                                    | Gundahar ?                                                                                    |
| Vládli ve stejnou dobu, nebo jeden po druhém? |                                                                                       |                                                                                               |                                                                                               |
| Království ve Wormsu ? |                                                                                       |                                                                                               |                                                                                               |
| Gundahar († asi 436/437 ?) |                                                                                       |                                                                                               |                                                                                               |
| Vládl Sapaudii, (Ženevský region) a rozšířil království do údolí Rhôny a Saôny                                                                                            |                                                                                       |                                                                                               |                                                                                               |
| Gondioch († asi 463-473 ?) | Gondioch († asi 463-473 ?)                                                            | Chilperich I. († asi 476 ?)                                                                   | Chilperich I. († asi 476 ?)                                                                   |
| Chilperich I. po smrti Gondiocha vládl sám († asi 476 ?) Neměl mužské potomky                                                                                             |                                                                                       |                                                                                               |                                                                                               |
| Čtyři synové Gondiocha |                                                                                       |                                                                                               |                                                                                               |
| Godomar II. († datum úmrtí neznámé, ale před rokem 476. Nevládl) | Chilperich II. († datum úmrtí neznámé, ale před rokem 476. Nevládl) Otec Chrodechildy | Godegisel manželka Theodelinda                                                                | Gundobad manželka Carétène († 516)                                                            |
| Godegisel († 500) | Godegisel († 500)                                                                     | Gundobad († 516)                                                                              | Gundobad († 516)                                                                              |
| Gundobad po smrti Godegisela vládl sám († 516) |                                                                                       |                                                                                               |                                                                                               |
| Gundobad († 516) | Gundobad († 516)                                                                      | Zikmund kolem roku 494 se oženil s ostrogótskou princeznou, dcerou krále Theodoricha Velikého | Zikmund kolem roku 494 se oženil s ostrogótskou princeznou, dcerou krále Theodoricha Velikého |
| Zikmund († 523) |                                                                                       |                                                                                               |                                                                                               |
| Godomar III. († po roce 534) |                                                                                       |                                                                                               |                                                                                               |
| V roce 534 království Burgundů zaniklo, stalo se součástí franské říše. Území rozděleno mezi franské krále.                                                               |                                                                                       |                                                                                               |                                                                                               |